# エリートモデルルック
エリート・モデル・ルック（elite MODEL LOOK）は、パリとニューヨークに本部を置く大手モデルエージェンシー『エリート・モデル・マネジメント』が主催する、将来のトップモデル、タレント、女優を選出する世界規模のコンテストである。当初の名称は「THE LOOK OF THE YEAR」であったが、1995年に「elite MODEL LOOK」に改称した。略称は「EML」。

## 概要
1983年に第1回が行なわれて以後毎年開催されている。近年では、70カ国の800都市から毎年35万人以上が出場するまでの規模になっており、世界で最も権威のあるモデルコンテストと位置づけられている。elite MODEL LOOK Worldの決勝戦は、2週間かけて実施される。また、入賞者へは、総額100万ドル分の仕事が保証される。ハイディ・クルム、ジゼル・ブンチェン、イザベリ・フォンタナ、シンディ・クロフォード、アレッサンドラ・アンブロジオ、リンダ・エヴァンジェリスタ、アナ・ベアトリス・バロス、タチアナ・パティッツ、ステファニー・シーモア、エミナ・ツンムライ、ダイアナ・メンドーサ、カレン・マルダーらは、同コンテストの出身者として知られている。

## 受賞者
| 回 | 受賞日         | 名前                             | 国籍           | 生年月日       | 会場                             |
| -- | -------------- | -------------------------------- | -------------- | -------------- | -------------------------------- |
| 1  | 1983年11月19日 | Lisa Hollenbeck                  | アメリカ合衆国 | 1968年1月1日   | メキシコ・アカプルコ             |
| 2  | 1985年8月27日  | フレデリーク・ファン・デル・ワル | オランダ       | 1967年8月30日  | モーリシャス                     |
| 3  | 1986年9月      | Maria Lindkvist                  | スウェーデン   |                | イタリア・フォルテ・デイ・マルミ |
| 4  | 1987年9月      | Debbie Chin                      | アメリカ合衆国 |                | イタリア・タオルミーナ           |
| 5  | 1988年9月15日  | Kelly Browne                     | アメリカ合衆国 |                | 日本・熱海市                     |
| 6  | 1989年9月4日   | イネス・サストレ                 | スペイン       | 1971年11月21日 | フランス・パリ                   |
| 7  | 1990年9月12日  | Wendy Veldhuis                   | オランダ       | 1971年8月26日  | ブラジル・リオデジャネイロ       |
| 8  | 1991年9月4日   | イングリッド・セインヘイヴ       | ベルギー       | 1973年6月28日  | アメリカ合衆国・ニューヨーク     |
| 9  | 1992年9月15日  | Mariamm Molski                   | アメリカ合衆国 | 1976年9月24日  | アメリカ合衆国・ニューヨーク     |
| 10 | 1993年9月11日  | Heidi Albertsen                  | デンマーク     | 1976年9月1日   | アメリカ合衆国・マイアミビーチ   |
| 11 | 1994年9月      | Natalia Semanova                 | ロシア         | 1979年10月1日  | スペイン・イビサ島               |
| 12 | 1995年8月20日  | Sandra Wagner                    | スイス         | 1978年1月1日   | 韓国・ソウル特別市               |
| 13 | 1996年9月17日  | Diana Kovalchuk                  | ウクライナ     | 1982年2月23日  | フランス・ニース                 |
| 14 | 1997年9月16日  | Yfke Sturm                       | オランダ       | 1981年11月19日 | フランス・ニース                 |
| 15 | 1998年9月17日  | Alina Puscau                     | ルーマニア     | 1982年4月7日   | フランス・ニース                 |
| 16 | 1999年9月11日  | ヴィカ・セメントソーヴァ         | ウクライナ     | 1985年7月2日   | フランス・ニース                 |
| 17 | 2000年9月9日   | リンダ・ヴォジュトヴァ           | チェコ         | 1985年6月22日  | スイス・ジュネーヴ               |
| 18 | 2001年9月8日   | ライアン・テン・ヘイケン         | オランダ       | 1986年5月7日   | フランス・ニース                 |
| 19 | 2002年9月7日   | Ana Mihajlović                   | セルビア       | 1987年5月20日  | チュニジア・チュニス             |
| 20 | 2003年11月8日  | Denisa Dvončová                  | スロバキア     | 1988年4月30日  | シンガポール                     |
| 21 | 2004年12月2日  | Sophie Oosterwaal                | オランダ       | 1990年7月17日  | 中国・上海市                     |
| 22 | 2005年11月5日  | シャーロット・ディ・カリプソ     | フランス       | 1990年12月9日  | 中国・上海市                     |
| 23 | 2007年2月10日  | デニーサ・デヴォラコヴァ         | チェコ         | 1989年5月28日  | モロッコ・マラケシュ             |
| 24 | 2008年4月21日  | ジェニファー・メセリエール       | フランス       | 1991年4月23日  | チェコ・プラハ                   |
| 25 | 2008年11月1日  | Louise Maselis                   | ベルギー       | 1993年3月28日  | 中国・三亜市                     |
| 26 | 2009年10月18日 | ジュリア・セイナー               | スイス         | 1992年2月19日  | 中国・三亜市                     |
| 27 | 2010年10月10日 | Karolina Tolkachova              | ウクライナ     | 1992年2月18日  | 中国・上海市                     |
| 28 | 2011年12月6日  | ジュリア・シュナイダー           | スウェーデン   | 1996年1月1日   | 中国・上海市                     |
| 29 | 2012年10月16日 |                                  |                |                |                                  |
| 30 | 2013年11月27日 | Eva Klimkova                     | チェコ         |                | 中国・深圳市                     |
| 31 | 2014年12月2日  |                                  |                |                | 中国・深圳市                     |
| 32 |                |                                  |                |                |                                  |
| 33 | 2016年         | ヤナ・トゥルディコバ             | チェコ         |                | ・リスボン                       |
| 33 | 2016年         | デビッドソン・オベンネボ         |                |                |                                  |
| 34 | 2017年11月29日 |                                  |                |                |                                  |
| 34 | 2017年11月29日 |                                  |                |                |                                  |

## 日本大会

### 概要
日本在住の15歳～20歳までの独身女性で、身長が166cm以上（モデル部門のみ）であることが応募条件。応募後は、地区予選会、最終審査会と進み、グランプリとなった1名は「elite MODEL LOOK」世界大会への出場権を獲得する。また、日本大会の主催者である株式会社エリートジャパン（現・ネイムマネジメント）との専属契約が保証される。
部門は2種類に分かれており、世界大会に出場する「モデル部門グランプリ」とTES COMPANY（株式会社田辺エージェンシー、エリートジャパン、株式会社スマイルカンパニーの芸能・モデル・音楽3社による共同プロジェクト）を通じて芸能活動デビューを果たす「芸能部門グランプリ」がある。

### グランプリ受賞者
- 1995年 - 椎名英姫
- 1996年 - 大場純子
- 1997年 - 小西真奈美
- 1998年 - 林菜生、内田ナナ（ともに準優勝）
- 1999年 - 竹厚綾、生方ななえ（準優勝）
- 2000年 - 松下奈緒
- 2001年 - 本田加奈
- 2002年 - 田島マリアンネ
- 2003年 - 重松カシア、高橋利英子（準グランプリ）、松島恵美（宝島社賞）、西まりえ（特別タレント賞）、幕田順子（審査員特別賞）
- 2004年 - 三宅サミーレ、高津飛鳥（準グランプリ、ベストオーディエンス賞）、松島仁菜（準グランプリ）、板東晴（芸能賞）
- 2005年 - 義山眞耶、西村未来（準グランプリ）、由井理沙（準グランプリ）、前田真希（審査員特別賞）、三田安子（審査員特別賞）
- 2006年 - 柳沢実佑、平谷香奈（準グランプリ）、平出麻衣（準グランプリ）、呉侑美（審査員賞）、森愛（ペスカ賞）
- 2007年 - 岸本セシル、久田美樹（準グランプリ）、中島ミシェル未来（審査員特別賞）[11]
- 2008年 - 原唯（モデル部門）、神谷里彩（芸能部門）
- 2009年 - 照屋愛美・奥間唯（モデル部門）、大杉亜依里（芸能部門）
- THE LOOK OF THE YEAR日本代表
  - 1987年 - 吉野由香里
  - 1990年 - 春田紀尾井
  - 1991年 - 長野麗
  - 1994年 - 道端カレン[12]

### ファイナリスト
- 1996年 - 小泉深雪
- 1997年 - 片山瞳、彩夏涼
- 2001年 - 高橋京子
- 2002年 - ジュリアナ
- 2003年 - 大屋夏南、May J.、高橋まりの
- 2004年 - 斎藤幸乃、綾乃
- 2005年 - 藤井明美
- 2006年 - 松山愛里（芸能部門）
- 2007年 - ELISA
- 2008年 - 阿蘇小百合、池田莉子、本谷育美
- 2009年 - 石井ミユキ、照屋芹菜